# Кшиштоф Кезгайло Завіша
Кшиштоф Кезгайло Завіша, Кшиштоф на Бакштах Завіша (Ке(є)з(ж)г(ґ)айло — від біл. Кезгайла, лит. Kęsgaila, пол. Kieżgajło) гербу Лебідь (нар. 1578 — пом. 23 січня 1670, Вільно) — державний діяч Великого князівства Литовського та Речі Посполитої, ловчий (1629—1637) і писар (1637—1649) великий литовський, маршалок Головного трибуналу (1639, 1667), Сейму (1642), надвірний (1649—1654) і великий (1654—1669) литовський, каштелян віленський (1669—1670); староста мінський (1631—1645), браславський (1645) і чечерський (1664).

## Життєпис
Народився 1578 року в родині майбутнього воєводи мінського та підскарбія великого литовського Андрія (Анджея) Яновича Завіші та Софії, доньки старости слонімського Михайла Григоровича Воловича. Мав сестер Барбару (померла молодою) і Зофію (була монашкою) та брата Миколая — єзуїта, засновника кафедри філософії у Віленській академії, який помер молодим у Римі.
Імовірно, навчався у Віленській академії. Це підтверджується і працею там брата Миколая, і те, що Кшиштоф міг бути учнем шведського теолога та поета Лаврентія Бойєра, який від 1603 року викладав у цьому навчальному закладі. Підписувався у документах як Кшиштоф на Бакштах Завіша — від родового маєтку Бакшти, який займав території сучасних Пуховицького та Червенського районів Мінської області Білорусі.
25 жовтня 1629 року був призначений ловчим великим литовським. Отримав староство мінське (1631—1645), пізніше — браславське (1645). Обирався від Слонімського повіту послом на сейм 1631 року. Був членом генеральної конфедерації, створеної 16 липня 1632 року. Був послом на конвокаційний сейм 1632 року від Мінського повіту. Був електором Владислава IV Вази від Мінського воєводства 1632 року, підписав його pacta conventa. Як посол на коронаційний сейм 1633 року увійшов до складу комісії щодо війни з Московією та організації війська.
Також обирався послом на екстраординарні сейми 1635, 1637, 1642, 1647 років, сейми звичайні 1635, 1637, 1638, 1640, 1641, 1643, 1645 і 1646 років. 27 травня 1637 року отримав посаду писаря великого литовського. 1639 року був обраний маршалком Головного трибуналу Великого князівства Литовського у Вільні, був маршалком екстраординарного сейму 1642 року.
Як посол на конвокаційний сейм 1648 року від Браславського повіту став членом генеральної конфедерації, створеної 31 липня. Був електором Яна II Казимира від Віленського воєводства 1648 року, підписав його pacta conventa. У вересні 1649 року був номінований на посаду маршалка надвірного литовського. Надалі також обирався послом на сейми 1649, 1649/1650, 1650 років. На коронаційному сеймі 1649 року та сеймах 1650, 1655, 1658, 1662 і 1667 років призначався комісаром від Сенату по оплаті війську Великого князівства Литовського.
1654 року отримав посаду маршалка великого литовського. 1655 року під час сеймику мінського у боротьбі з радзивіллівським табором Кшиштоф Завіша не поступився та зірвав сеймик. Був учасником Тишовецької конфедерації 1655 року. Був депутатом від Сенату на Трибуналі Скарбовому Великого князівства Литовського в 1659 та 1661 роках.
Наприкінці 1656 року посланець Павла Яна Сапіги Анджей Млоцький просив у Москві царя Олексія Михайловича повернути майно, розташоване в окупованих московськими військами областях, що належить литовським достойникам, які підтримали б кандидатуру царя на сеймі. Серед останніх він назвав, зокрема, Кшиштофа Завішу.
1661 року був одним із підписантів скрипту про згоду на вибори лат. vivente rege («При живому королі»), підтримав кандидатуру принца Конде. Отримав зі французької скарбниці 1200 ліврів. 1664 року отримав староство чечерське.
1667 року знову став маршалком Головного трибуналу. У листопаді 1669 року був призначений каштеляном віленським.
Помер 23 січня 1670 року у Вільні.

## Сім'я
Був одружений із Катажиною Констацією з Тишкевичів, донькою воєводи берестейського Яна Євстахія Тишкевича та Зофії з Вишневецьких. Мали 4 дітей:
- Анджей Казімєж[pl] (пом. 1678) — писар великий литовський, староста мінський і чечерський.
- Ян Єжи (бл. 1620—1671) — ротмістр королівський, староста браславський.
- Анна Констанція — дружина Фелікса Яна Паца[pl], підкоморія великого литовського.
- Текля[36].